# Liste des arrêts de la Cour suprême des États-Unis, volume 546
Ceci est une liste des arrêts de la Cour suprême des États-Unis du volume 546 de l’United States Reports (en) (2005-2006) :

## Liste
- Dye v. Hofbauer, 546 U.S.  1 (2005) (per curiam)
- Schriro v. Smith, 546 U.S.  6 (2005) (per curiam)
- Kane v. Garcia Espitia, 546 U.S.  9 (2005) (per curiam)
- Eberhart v. United States, 546 U.S.  12 (2005) (per curiam)
- IBP, Inc. v. Alvarez, 546 U.S.  21 (2005)
- United States v. Olson, 546 U.S.  43 (2005)
- Schaffer v. Weast, 546 U.S.  49 (2005)
- Maryland v. Blake, 546 U.S.  72 (2005) (per curiam)
- Bradshaw v. Richey, 546 U.S.  74 (2005) (per curiam)
- Lincoln Property Co. v. Roche, 546 U.S.  81 (2005)
- Wagnon v. Prairie Band Potawatomi Nation, 546 U.S.  95 (2005)
- Martin v. Franklin Capital Corp., 546 U.S.  132 (2005)
- Lockhart v. United States, 546 U.S.  142 (2005)
- United States v. Georgia, 546 U.S.  151 (2006)
- Volvo Trucks North America, Inc. v. Reeder-Simco GMC, Inc., 546 U.S.  164 (2006)
- Evans v. Chavis, 546 U.S.  189 (2006)
- Brown v. Sanders, 546 U.S.  212 (2006)
- Gonzales v. Oregon, 546 U.S.  243 (2006)
- Wachovia Bank, N. A. v. Schmidt, 546 U.S.  303 (2006)
- Ayotte v. Planned Parenthood of Northern New Eng., 546 U.S.  320 (2006)
- Rice v. Collins, 546 U.S.  333 (2006)
- Will v. Hallock, 546 U.S.  345 (2006)
- Central Va. Community College v. Katz, 546 U.S.  356 (2006)
- Unitherm Food Systems, Inc. v. Swift-Eckrich, Inc., 546 U.S.  394 (2006)
- Wisconsin Right to Life, Inc. v. Federal Election Comm'n, 546 U.S.  410 (2006) (per curiam)
- Alaska v. United States, 546 U.S.  413 (2006)
- Gonzales v. O Centro Espírita Beneficente União do Vegetal, 546 U.S.  418 (2006)
- Buckeye Check Cashing, Inc. v. Cardegna, 546 U.S.  440 (2006)
- Ministry of Defense and Support for Armed Forces of Islamic Republic of Iran v. Elahi, 546 U.S.  450 (2006) (per curiam)
- Ash v. Tyson Foods, Inc., 546 U.S.  454 (2006) (per curiam)
- Lance v. Dennis, 546 U.S.  459 (2006) (per curiam)
- Domino's Pizza, Inc. v. McDonald, 546 U.S.  470 (2006)
- Dolan v. Postal Service, 546 U.S.  481 (2006)
- Arbaugh v. Y & H Corp., 546 U.S.  500 (2006)
- Oregon v. Guzek, 546 U.S.  517 (2006)
- Doe v. Gonzales, 546 U.S.  1301 (2005)

## Source
- (en) Cet article est partiellement ou en totalité issu de l’article de Wikipédia en anglais intitulé « List of United States Supreme Court cases, volume 546 » (voir la liste des auteurs).